# Агент 117: Из Африки с любовью
«Агент 117: Из Африки с любовью» (фр. OSS 117: Alerte Rouge en Afrique Noire) — художественный фильм режиссёра Николя Бедоса. Одиннадцатый фильм о приключениях Юбера Бониссёра де ля Бата (Агент 117), персонаже книг Жана Брюса, и третий в пародийной серии фильмов с Жаном Дюжарденом в главной роли.
Действие фильма разворачивается в 1981 году, спустя 14 лет после событий фильма «Агент 117: Миссия в Рио». Агент 117 выполняет миссию в вымышленной стране в Чёрной Африке, где объединяется с молодым Агентом 1001.
Премьера фильма состоялась 21 июля 2021 года на 74-м Каннском кинофестивале.

## Сюжет
1981 год. Юбер Бониссёр де ля Бат, также известный как Агент 117, при помощи американских спецслужб бежит из Афганистана, где он находился в плену у советских солдат. Вернувшись во Францию, Агенту 117 не терпится приняться за новое дело, но у его начальства другое мнение на этот счёт. Юбер уже не молод, поэтому ему дают более простую работу, а именно осваивать новые технологии в виде компьютера. Агент 117 должен оцифровать все документы ведомства.
Через некоторое время Юбера вызывает к себе начальство. Выясняется, что Агент 1001, который был заброшен в одну из африканских стран, пропал. Агент 117 отправляется в Африку, чтобы найти своего коллегу и завершить его миссию. Ранее эта африканская страна была французской колонией, а теперь это независимое государство. Президент страны Бамба дружен с Францией и во Франции хотели бы, чтобы так оставалось и впредь, поэтому его нужно провести через местные выборы. В этой стране действует большое количество различных революционных группировок, которые желают свергнуть его режим.
Повстанцы знают, что в страну прибыл французский агент. Они подставляют Агента 117 на рынке, и того забирает полиция. В тюрьме Агент 117 неожиданно встречает Агента 1001. Когда же ситуация проясняется, их обоих выпускают из тюрьмы. Агент 1001 рассказывает, что ему удалось разузнать. Все повстанческие группировки в стране объединились и решительно настроены свергнуть существующий режим. Они ждут только оружие. Есть некий делец Ролан Лепервье, который должен им это оружие предоставить. Агенты следят за Лепервье и узнают, что оружие тому передаёт Советский Союз.
Агенты находят в саванне склад с оружием и взрывают его. Революция этой стране больше не грозит. На обратном пути Агента 1001 утаскивает в реку крокодил, а Агент 117 попадает в плен к партизанам. Там он с удивлением обнаруживает, что объединёнными повстанцами руководит Зефирин, жена президента Бамба. От неё он узнаёт, что её муж — коррумпированный тиран, а народ их страны страдает от угнетения и нищеты. Агент 117 сбегает из плена, чтобы поговорить с Бамба. Агенту, однако, не удаётся убедить тирана изменить своё отношение к своему народу.
Агент 117 случайно разоблачает перед Бамба его жену. Между Зефирин, её мужем и его двойниками завязывается потасовка. Зефирин удаётся убить троих. Самого последнего, то ли двойника, то ли настоящего Бамба, убить уже не позволяет Агент 117. Бамба избранный президент этой страны, который сохраняет хорошие отношения с Францией, поэтому человек похожий на него должен остаться у власти. Зефирин попадает в тюрьму, а Агент 117 отправляется домой во Францию, чтобы доложить об успешно проведённой операции, за исключением неудачной истории с потерей Агента 1001. На месте Агент 117 узнаёт, что Советский Союз помог Зефирин сбежать из тюрьмы. Агент 117 получает новое задание, связанное с командировкой в СССР.
Из сцены во время титров становится известно, что в схватке с крокодилом Агент 1001 потерял ноги, однако выжил.

## В ролях
- Жан Дюжарден — Юбер Бониссёр де ля Бат / Агент 117
- Пьер Нине — Серж / Агент 1001[2]
- Фату Н’Диай — Зефирин Бамба
- Наташа Линдингер — Мишлин Пирсон
- Хабиб Дембеле — Куджо Сангаве Бамба
- Пол Уайт — Леон Нкомо
- Иван Франек — Казимир
- Жиль Коэн — Ролан Лепервье
- Владимир Иорданов — Арман Лесиньяк[3]

Кроме того, режиссёр Николя Бедос исполнил роль камео кавалера Мишлин на президентской вечеринке.

## Производство
Съёмки прошли с ноября 2019 по февраль 2020 года во Франции и Кении на натуре, а интерьерные сцены снимались в павильонах в Париже. Несмотря на первоначальные планы, режиссёр Мишель Хазанавичус, который был соавтором и режиссёром первых двух фильмов, решил не участвовать в съёмках из-за творческих разногласий со сценаристом Жаном-Франсуа Халином, и его заменил Николя Бедос. Как и в случае с предыдущими частями, сюжет фильма вдохновлён поп-культурой той эпохи, в которой разворачивается действие фильма, включая серию фильмов о Джеймсе Бонде, в частности «Только для твоих глаз» и «Никогда не говори „никогда“», а также фильмами об Индиане Джонсе.
Ранее работавшие над фильмом «Прекрасная эпоха», Бедос и Анн-Софи Верснейен написали саундтрек к фильму, причем Верснейен говорит, что вдохновением послужила работа Билла Конти над фильмом «Только для твоих глаз». Дуэт также написал заглавную тему к фильму — «From Africa With Love», названную в честь фильма, которую исполняет французская певица Инди Эка. Вступительные титры, разработаны Дэвидом Томашевски, который черпал вдохновение в работах Мориса Байндера, Роберта Брауджона и Дэниела Клейнмана, отдавая дань уважения заглавным титрам из фильмов о Джеймсе Бонде.

## Релиз
Премьера фильма состоялась на 74-м Каннском кинофестивале. Премьера во Франции прошла 4 августа 2021 года после того, как дважды откладывалась из-за пандемии COVID-19.

## Возможное продолжение
Режиссёр Николя Бедос и сценарист Жан-Франсуа Халин выразили заинтересованность в четвёртом фильме, хотя официального подтверждения не было.